# Robert Jarvik
Robert Koffler Jarvik, doctor în medicină (n. 11 mai 1946, Midland, Michigan, SUA – d. 26 mai 2025, New York City, New York, SUA), a fost un om de știință american, medic, cercetător, inventator și întreprinzător, cunoscut pentru rolul său în dezvoltarea inimii artificiale Jarvik-7.